# Législature 2022-2027 du Grand Conseil du canton de Vaud
Depuis 1er juillet 2022

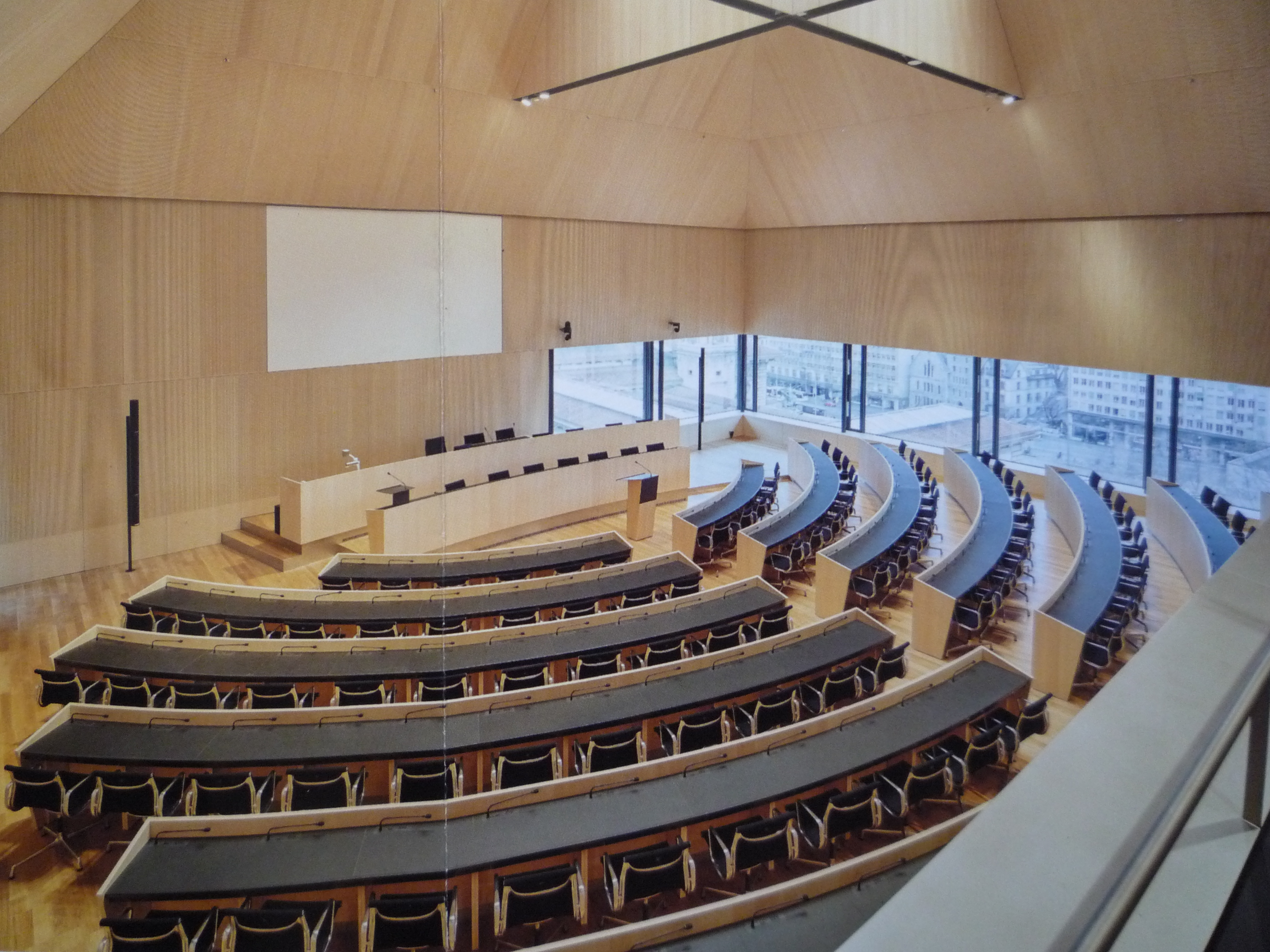
La salle du Grand Conseil.

La législature 2022-2027 du Grand Conseil du canton de Vaud est un cycle parlementaire qui commence le 1er juillet 2022 et se termine le 30 juin 2027.

## Résultats des élections
L'élection des députés et le premier tour au Conseil d'État se tiennent le 20 mars 2022.

## Répartition des sièges par parti
| Groupes politiques           | Nombre de députés |
| ---------------------------- | ----------------- |
| Parti libéral-radical        | 50 (33 %)         |
| Parti socialiste             | 32 (21 %)         |
| Les Verts                    | 25 (17 %)         |
| Union démocratique du centre | 23 (15 %)         |
| Verts libéraux               | 11 (7 %)          |
| Parti ouvrier et populaire   | 3 (2 %)           |
| décroissances alternatives   | 2 (1 %)           |
| solidaritéS                  | 1 (1 %)           |
| Les Libres                   | 2 (1 %)           |
| Solidarité & Écologie        | 1 (1 %)           |

## Président
- 2022-2023 : Séverine Evéquoz (Les Verts)[3]
- 2023-2024 : Laurent Miéville (Vert libéral)[4]
- 2024-2025 : Jean-François Thuillard (UDC)[5]
- 2025-2026 : Stéphane Montangero (PS)